# 三重県道737号新鹿佐渡線

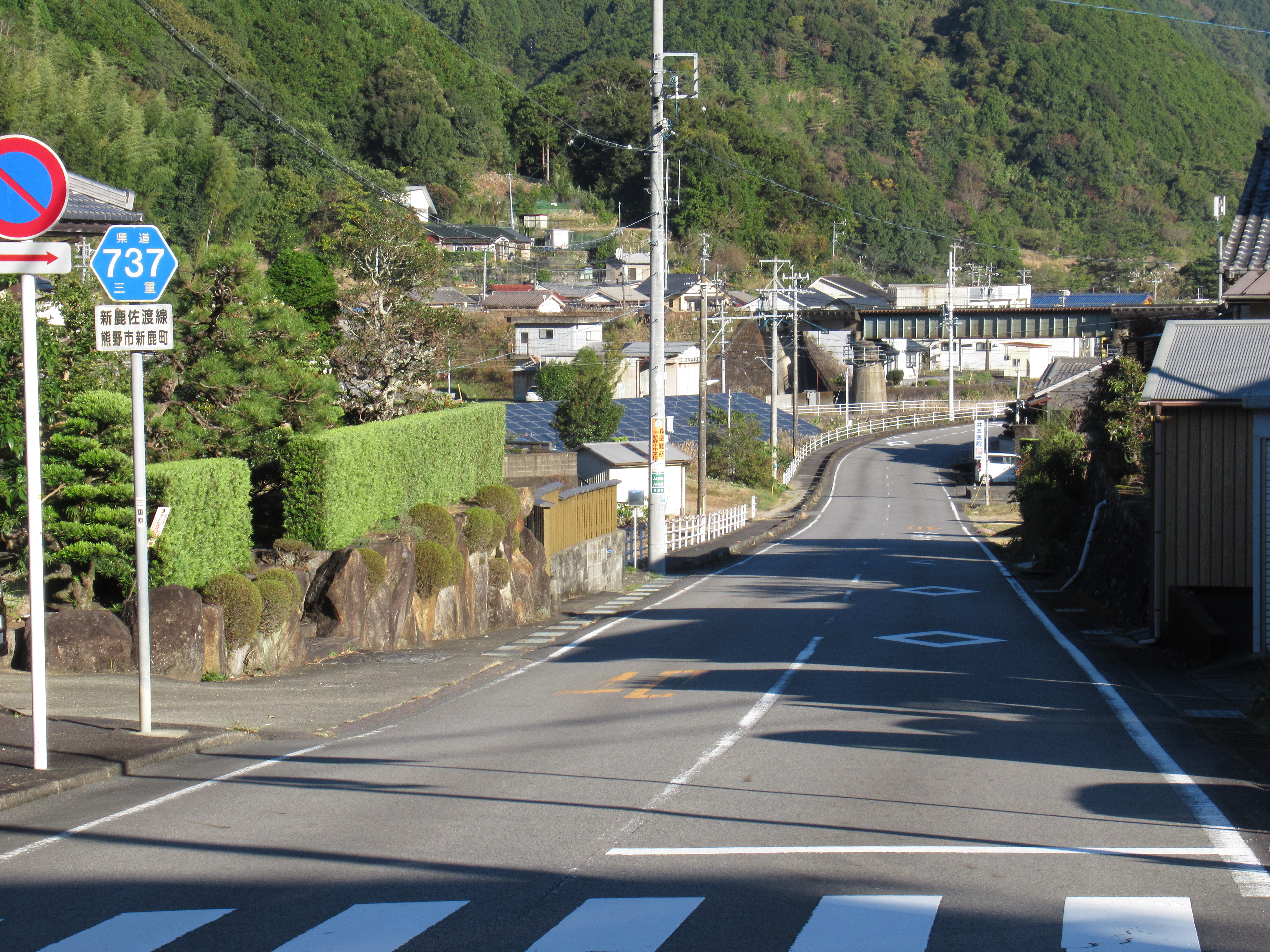
熊野市新鹿町

三重県道737号新鹿佐渡線（みえけんどう737ごう あたしかさわたりせん）は、三重県熊野市内を通る一般県道である。通称は八丁坂。少なくとも近世以来、熊野市の山側と海側を結ぶ道路として利用され、現代でも国道42号と国道311号を短絡する役割を担う。

## 概要

### 路線データ
- 起点：三重県熊野市新鹿町字町621番地先[4][5]（国道311号交点）
- 終点：三重県熊野市飛鳥町字佐渡風呂谷口225番地先[4][5]（国道309号交点）

## 沿革
八丁坂がいつ頃から存在したのかは不明ながら、江戸時代には既に存在し、飛鳥や五郷などの内陸部から新鹿へ林産物（木材、樽丸、木炭、薪など）を運ぶのに利用されていた。八丁坂の標高は499mあり険しい山道であったが、女性が頭上運搬で木材を運んでいた。新鹿村に集められた林産物は村内の甫本（ほもと）港から名古屋や大坂へ出荷され、新鹿村は繁栄した。
1889年（明治22年）頃より地元有志による寄付金と労働奉仕により路線改良が開始され、1893年（明治26年）に木材運搬用の道路「新鹿小阪線」として完成した。新鹿小阪線の完成により大八車の通行が可能となり、飛鳥などの内陸部の木材を大八車に積載し、新鹿の港まで運搬し、海路で名古屋や大阪方面へ出荷するために利用された。新鹿にあった材木問屋の角屋の前の道は石畳で舗装されていたが、木材を満載した牛車が毎日のように往来したため、鉄輪が通った跡である2条の深い溝が刻まれていたという。
1920年（大正9年）の道路法制定により、「五郷新鹿線」として郡道指定を受け、道路工夫（こうふ）が要所に配置されて路面の維持管理がなされた。しかし尾鷲 - 木本間の県道が整備され自動車通行が容易になると、八丁坂に工夫は置かれなくなり、廃道状態になった。
1955年（昭和30年）になって、新鹿・飛鳥・二木島の有志が「新鹿佐渡線改修促進期成同盟」を結成し三重県庁に道路改修を求め、1959年（昭和34年）1月25日に三重県は新鹿佐渡線として県道に認定した。三重県は新鹿町と飛鳥町の間をトンネルで結ぶことにし、新鹿町側から道路整備を開始した。1980年代時点で新鹿町側はトンネル建設予定地まで路線改良が進んだものの飛鳥町側はほとんど手付かずの状態で、3.7kmの区間が自動車通行不可であった。1997年（平成9年）3月になってようやく八丁坂トンネルの建設工事が開始され、1999年（平成11年）12月22日に開通、全線開通となった。
2011年（平成23年）9月、台風12号の襲来で路面の崩壊や落橋が発生し、通行止めとなった。その後、観光シーズンに合わせて2013年（平成25年）4月25日に仮復旧の状態で通行を一時再開し、9月1日まで通行できたが、翌日から本格的な復旧工事のため再び通行止めになった。三重県は復旧が完了した区間から順次通行を再開し、最後まで残った新鹿町内の3.8kmも2014年（平成26年）2月17日に開放され、全線通行可能となった。

### 年表
- 1959年（昭和34年）
  - 1月25日  - 認定[2][12]
    - 起点：三重県熊野市新鹿町
    - 終点：三重県熊野市飛鳥町佐渡

  - 3月31日 - 道路区域の決定[13]
  - 5月19日 - 道路の供用開始[14]

三重県熊野市新鹿町字町621番地先 から
三重県熊野市飛鳥町字小坂本郷202番地先 を経て
三重県熊野市飛鳥町字佐渡風呂谷口225番地先 まで（延長 11.46km）
- 1999年（平成11年）12月22日 - 新鹿町小阪辻2026番3地先から飛鳥町小阪相ヶ谷1320番1地先までの区間（八丁坂トンネル）が開通し[9]、全線開通[1]。

## 路線状況

### 雨量規制
新鹿町内の八丁坂周辺約4.0kmの区間は、時間雨量40mm/h、連続雨量200mmで通行止めとなる。

### 利用状況
自動車類交通量
| 地点         | 平日12時間        | 平日24時間        |
| 地点         | 2005年度⇒2015年度 | 2005年度⇒2015年度 |
| 熊野市新鹿町 | 475台⇒213台       | 613台⇒237台       |

## 地理

### 通過する自治体
- 三重県熊野市

### 接続する道路
- 国道311号（起点：熊野市新鹿町）
- 熊野尾鷲道路 熊野新鹿IC（熊野市新鹿町）
- 国道42号（熊野街道）（小阪小学校北交差点 - 小阪橋東交差点で重複）
- 国道309号（終点：熊野市飛鳥町佐渡）

### 周辺
- 熊野市立新鹿公民館
- 熊野市立新鹿小学校・中学校
- 熊野尾鷲道路熊野新鹿インターチェンジ
- 熊野市立飛鳥中学校
- 神山簡易郵便局

### 八丁坂トンネル
全長1,055mのトンネルで、熊野市新鹿町と同市飛鳥町小阪を結ぶ。1997年（平成9年）3月に着工し、1999年（平成11年）12月22日に開通した。建設工事は一般競争入札で熊谷組・奥村組・日本土建の共同企業体が落札・受注したが、事前に談合情報が寄せられていた。